# Kostel svatého Mikuláše a Nejsvětější Trojice
Kostel svatého Mikuláše a Nejsvětější Trojice v Olešnici je římskokatolický kostel zasvěcený sv. Mikuláši a Nejsvětější Trojici. Je filiálním kostelem farnosti Olešnice na Moravě. Je chráněn jako kulturní památka.

## Historie
Současný kostel byl dostavěn a slavnostně vysvěcen v barokním slohu na místě staršího kostela svatého Mikuláše dne 25. listopadu 1725. Roku 1852 byl chrám klasicistně přestavěn. Dle místní pověsti vede z kostela do nedalekého zámku Lamberk tajná podzemní chodba.

## Vybavení
V kněžišti se nachází hlavní oltář se svatostánkem a s oltářním obrazem sv. Mikuláše. Mimo něj se v přední části kostela nachází i boční oltář. Na stěně jsou umístěny historické náhrobky. Mezi další vybavení zde patří kazatelna nebo dřevěné lavice.
Ve vížce byly původně zavěšeny dva zvony, pocházející z původního kostela. Jeden pocházel z roku 1593, druhý z roku 1650. Starší z nich roku 1847 pukl a na jeho místo byl odlit nový. Ten však byl za první světové války odvezen a použit pro válečné účely.

## Exteriér
Kostel stojí na kraji hřbitova a je obklopen několika vzrostlými stromy. Na hřbitově za kostelem se mimo náhrobků nachází kamenný ústřední hřbitovní kříž a zděná márnice. Před hřbitovem začíná křížová cesta bolestí regionu Olešnicka, pocházející z roku 2016.

## Galerie

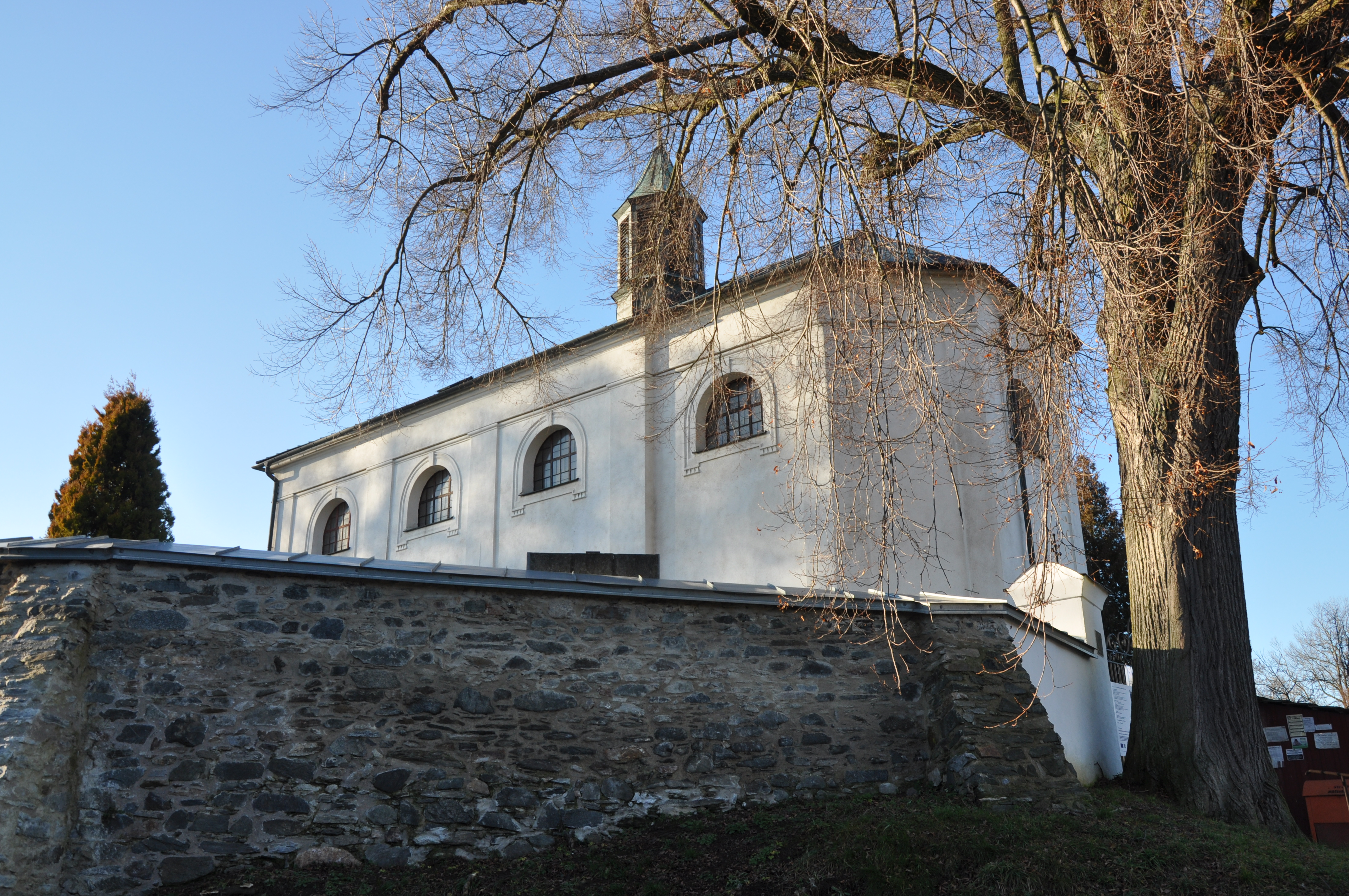
Pohled na kostel
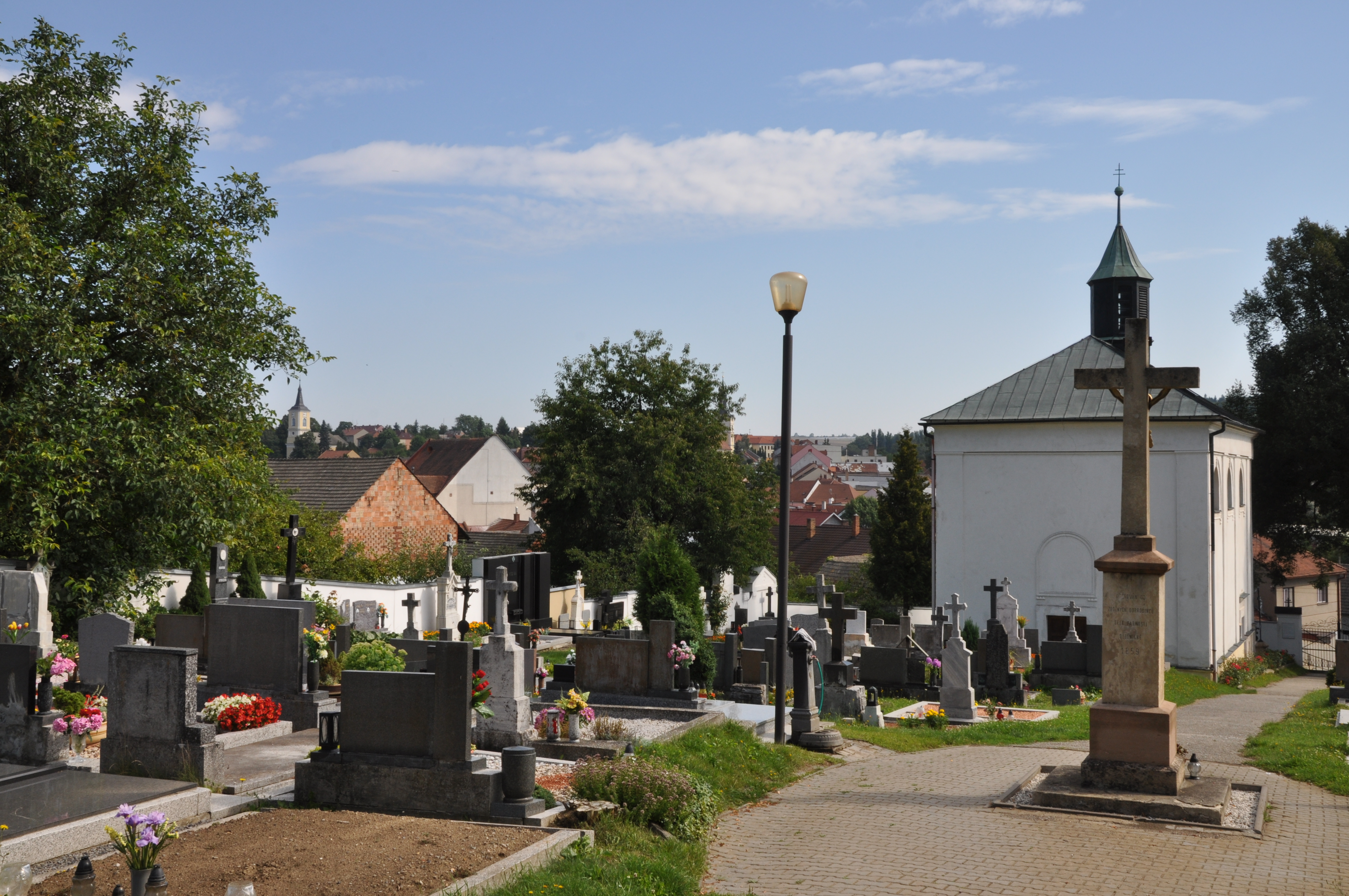
Hřbitov s kostelem a hřbitovním křížem
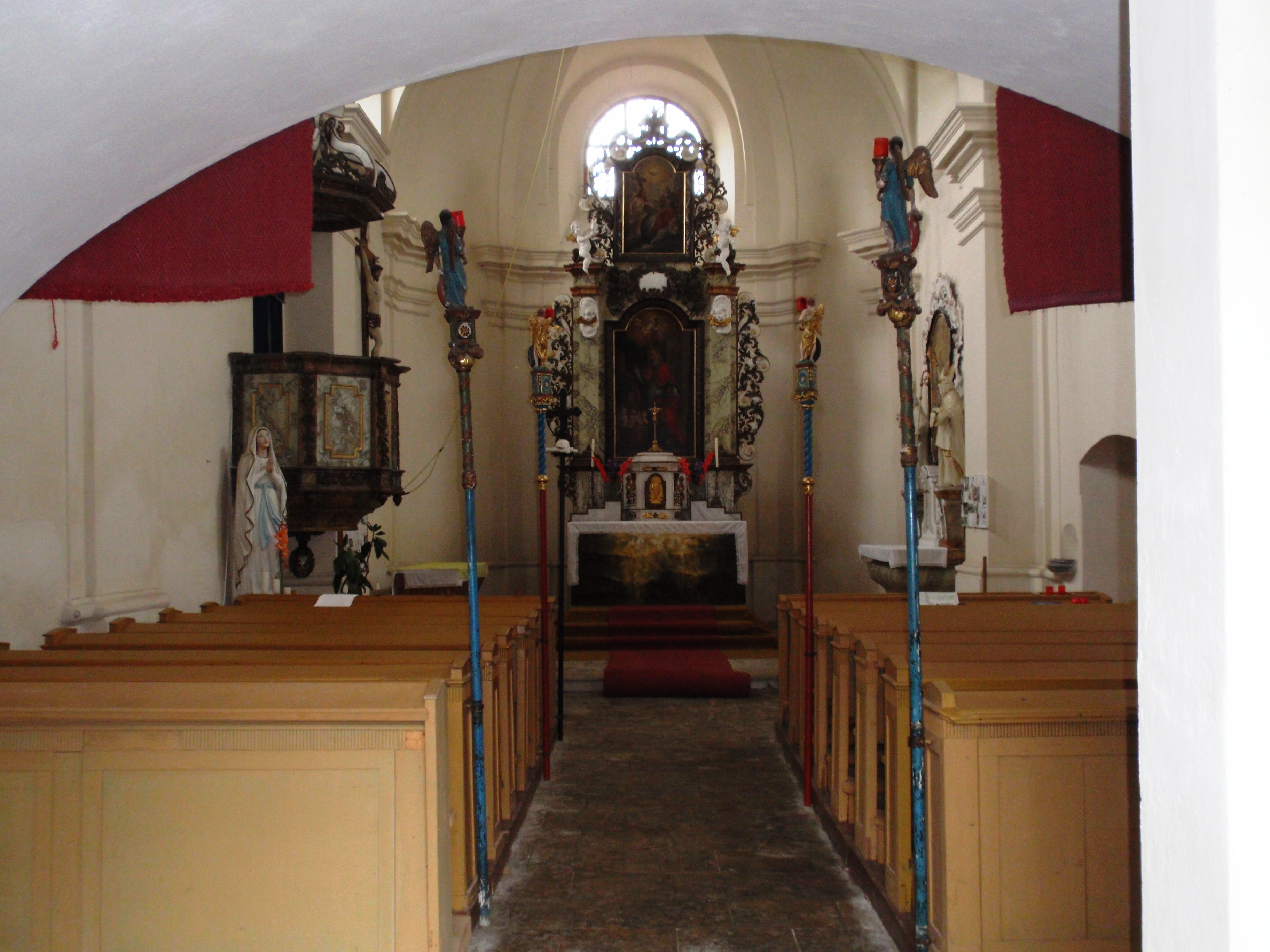
Interiér kostela
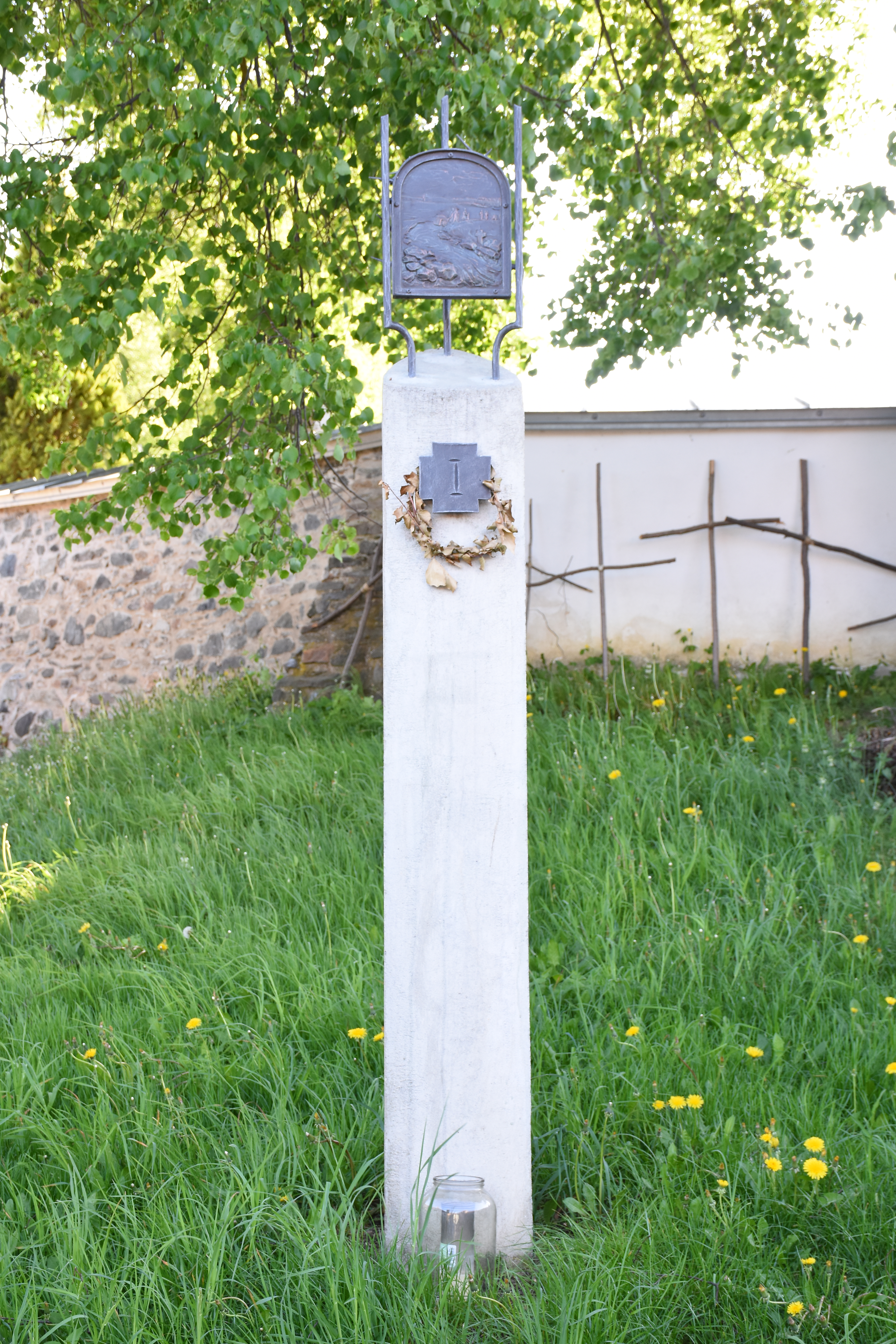
I. zastavení křížové cesty před hřbitovem